# Teatro Grande (Pompei)

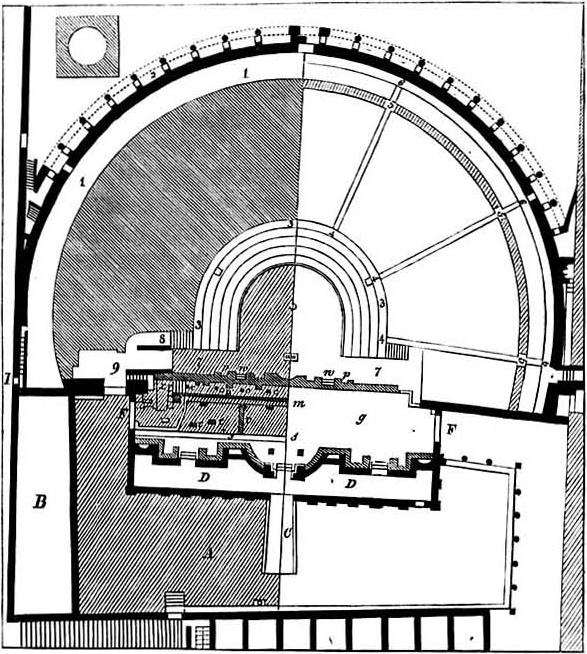
Pianta

Il Teatro Grande è un teatro di epoca romana, sepolto dall'eruzione del Vesuvio del 79 e ritrovato a seguito degli scavi archeologici dell'antica Pompei: al suo interno venivano rappresentate commedie, mimi e pantomimi, oltre che le atellane.

## Storia

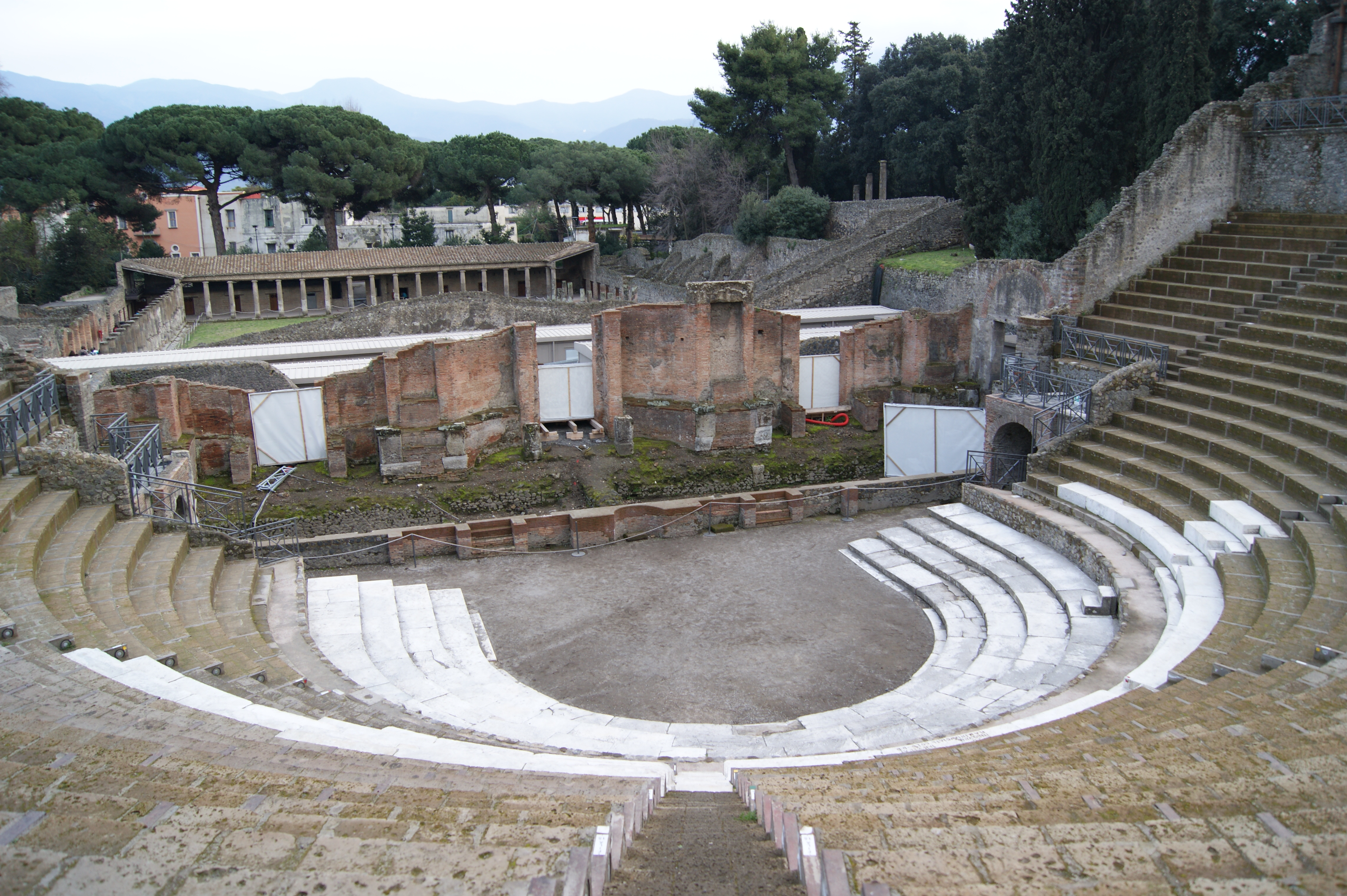
L'interno

Il Teatro Grande fu edificato in età sannitica ma completamente rifatto nel II secolo a.C. ed in seguito più volte restaurato: intorno all'80 a.C., in contemporanea con la costruzione del Teatro Piccolo, diversi lavori interessarono principalmente la zona della cavea, ampliata di circa dieci metri, mentre, durante l'epoca augustea, ci fu una ristrutturazione totale, grazie alle sovvenzioni della gens Holconia, una delle famiglie più importanti di Pompei, impegnata nelle coltivazioni di viti; tale evento è ricordato con una targa che riporta la scritta:
Inoltre, grazie ai nomi dei benefattori, si è potuto risalire a una data precisa del restauro, probabilmente intorno al 2 o 3 a.C., anni in cui Marco Holconio Rufo era duoviro di Pompei, quando gli venne dedicata una statua, oltre a un bisellio, ossia un posto riservato, all'interno del teatro; il restauro fu affidato a un liberto chiamato Marco Artorio Primo: era infatti consuetudine tra i romani affidare i lavori manuali a tale genere sociale, in quanto era un'attività ritenuta non degna per un uomo libero. A seguito del terremoto di Pompei del 62, che danneggiò parzialmente la struttura, venne rifatta completamente la scena; fu quindi sepolto, con il resto della città, sotto una coltre di ceneri e lapilli nel 79, a seguito dell'eruzione del Vesuvio ed esplorato a seguito delle indagini archeologiche volute dalla dinastia borbonica: a seguito di un accurato restauro viene utilizzato nei mesi estivi per rappresentazioni teatrali e musicali.

## Descrizione

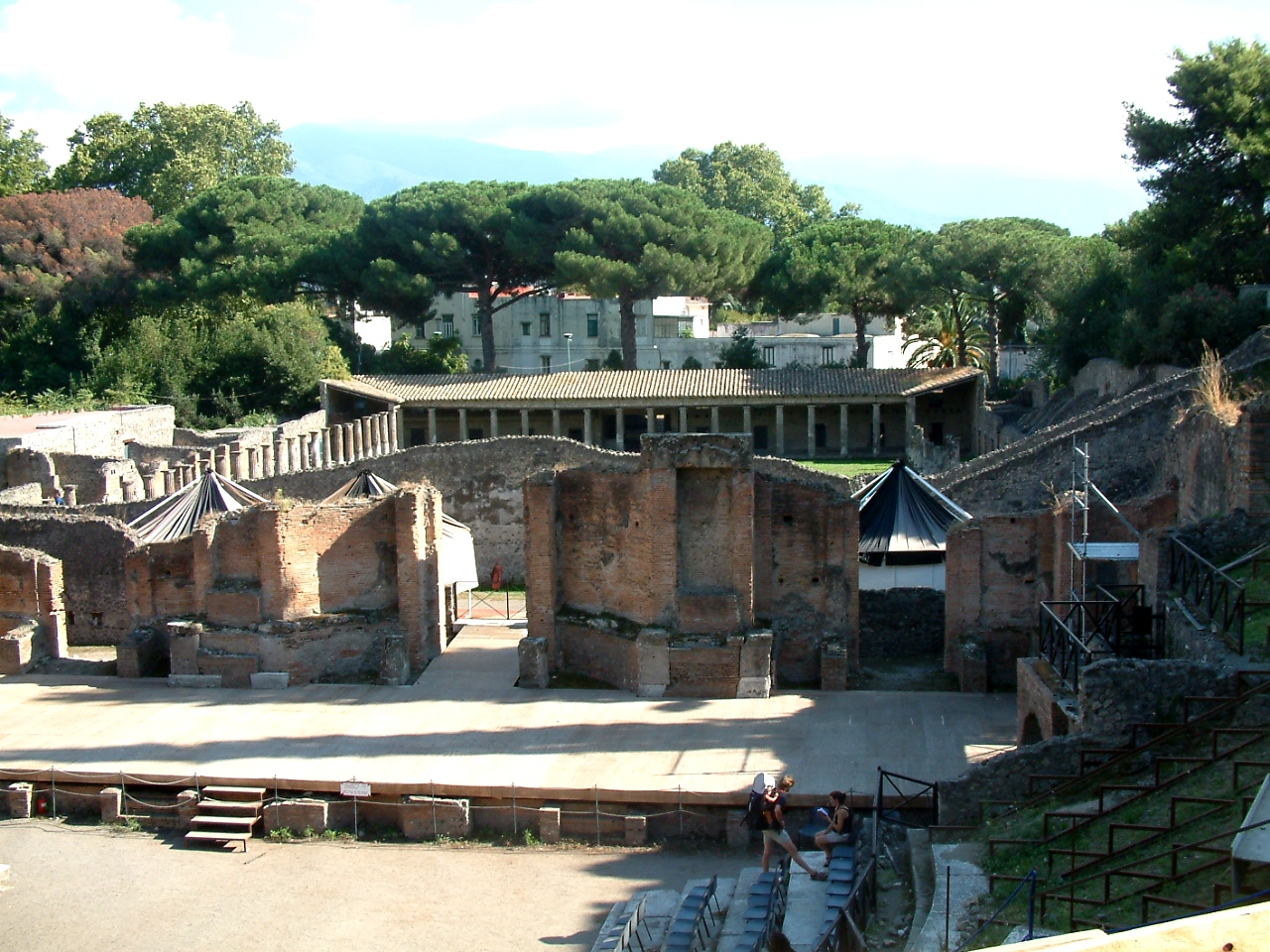
Il palcoscenico

Il teatro fu edificato sulle pendici di una collina, di cui sfrutta il costone per la gradinata: si trova nei pressi del Tempio Dorico ed ha uno stampo prettamente ellenistico, così come era abitudine dell'antica Grecia costruire i teatri nelle vicinanze di un'area sacra; si apriva inoltre su di uno splendido panorama, dominato dalla valle del Sarno e dai monti Lattari.
Il Teatro Grande ha una forma a ferro di cavallo, distinguendosi dal modello tradizionale romano ad emiciclo, e fu realizzato interamente in opera incerta. La parte riservata al pubblico era la cavea e poteva accogliere circa cinquemila spettatori; questa è divisa in tre parti: l'ima cavea, rivestita in marmo, era riservata ai decurioni, la media cavea, la più ampia e la meglio disposta per la visione dello spettacolo, era destinata alle corporazioni e la summa cavea, con posti limitati; a loro volta, sia la media che la summa cavea si dividono in cinque zone: della summa cavea tuttavia rimane solo un piccolo tratto, in quanto crollata a seguito del terremoto del 62. Doveva inoltre essere presenta una gradinata che poggiava su un corridoio con volte a botte, così come altre gradinate sono presenti sui parodi, caratteristica inusuale per questo tipo di edifici, in quanto erano sempre scoperti e quindi sicuramente aggiunte in secondo momento. La parte dedicata al pubblico si completava con dei palchetti, chiamati tribunalia, riservati ad ospiti d'onore, i quali godevano di una perfetta visione sulla scena.
Alla zona dell'orchestra si accede tramite due parodos coperti: quello di destra conduceva a un cortile posto dietro la scena, da cui, tramite una scala, si arrivava al Foro Triangolare: sul suo ingresso fu ritrovata una testa maschile d'epoca sillana. Il parodos della parte sinistra invece è raggiungibile da Via Stabia e conduce poi allo stesso cortile del precedente: entrambi i corridoio sono costruiti in opera incerta. La zona del palcoscenico, in opera laterizia, è alta circa un metro e mezzo e presenta due scalette, tramite le quali gli attori accedevano alla scena, mentre ai lati alcune nicchie dovevano ospitare gli addetti all'ordine pubblico. La scena, protetta da un sipario che si alzava dal basso verso l'alto, era limitata da un'imitazione di un palazzo principesco, con tre porte e a due piani, ornato con molte statue; al lato del palco un piccolo spogliatoio che fungeva anche d'accesso a un cortile. Tutta la zona del Teatro, probabilmente, era decorata con fontane e ninfei, ritrovati al momento degli scavi, mentre diversi blocchi forati indicano che nei mesi più caldi l'intera struttura veniva coperta con un velarium.